# Bernikla obrożna
Bernikla obrożna (Branta bernicla) – gatunek dużego ptaka z podrodziny gęsi (Anserinae) w rodzinie kaczkowatych (Anatidae). Występuje na wybrzeżach i wyspach Eurazji i Ameryki Północnej, jest wędrowny. Pojawia się w Polsce. Nie jest zagrożony wyginięciem.

## Systematyka

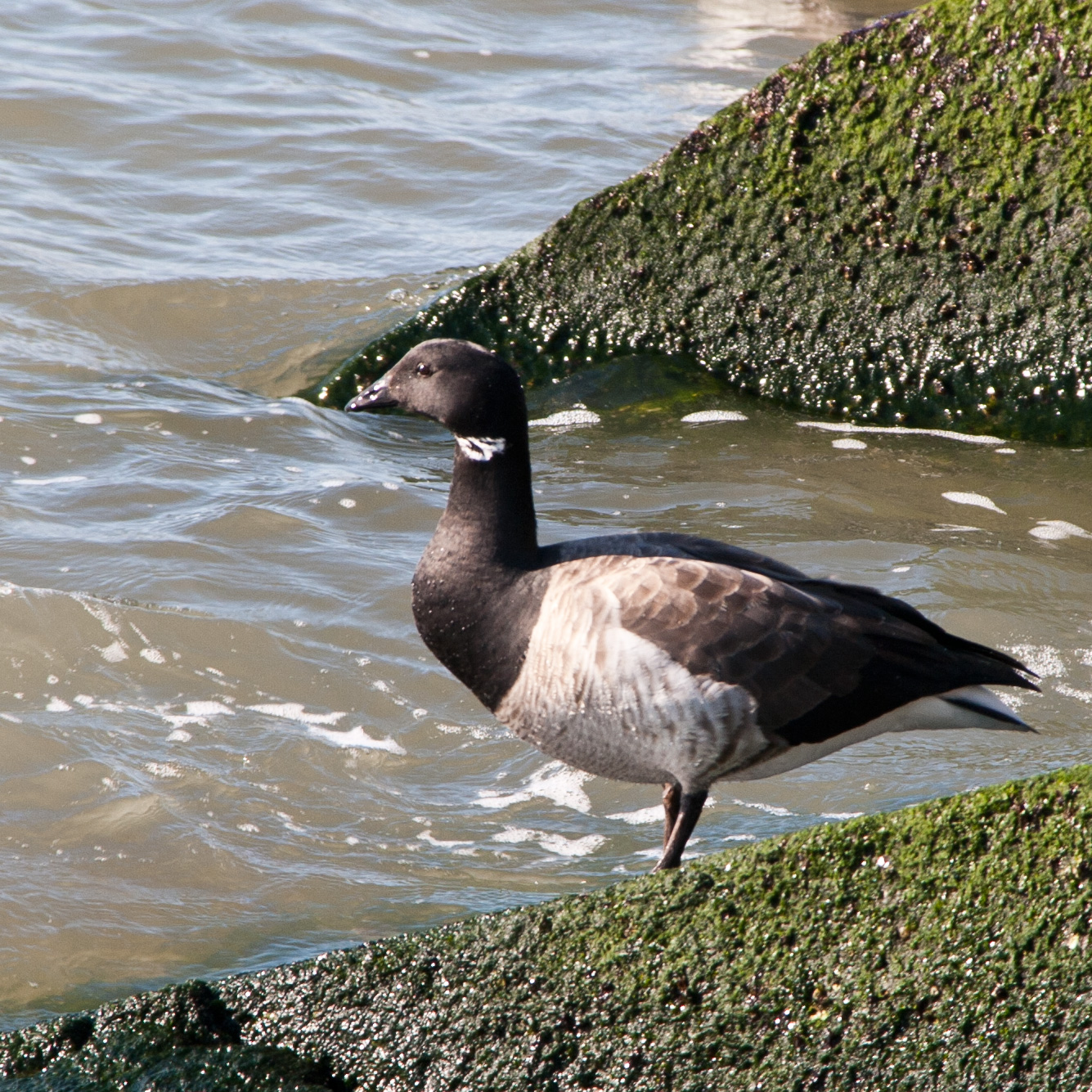
Przedstawiciel podgatunku B. b. hrota

Gatunek ten po raz pierwszy zgodnie z zasadami nazewnictwa binominalnego opisał w 1758 roku Karol Linneusz w 10. edycji Systema Naturae. Autor nadał mu nazwę Anas Bernicla, a jako miejsce typowe wskazał północną Europę; później uściślono, że chodziło o Szwecję. Obecnie gatunek zaliczany jest do rodzaju Branta.
Wyróżnia się trzy podgatunki B. bernicla:
- B. bernicla bernicla (Linnaeus, 1758) – bernikla obrożna[8] – podgatunek o ciemnym brzuchu.
- B. bernicla hrota (O.F. Müller, 1776) – bernikla jasnobrzucha[8] – podgatunek bledszy niż B. b. bernicla, z jasnoszarym brzuchem.
- B. bernicla nigricans (Lawrence, 1846) – bernikla czarna[8] – podgatunek o czarnym brzuchu.

Podgatunek B. bernicla nigricans bywał czasami podnoszony do rangi osobnego gatunku. Niektórzy autorzy wyróżniali też podgatunek B. bernicla orientalis, obecnie jednak populacja ta wliczana jest do B. bernicla nigricans.

## Morfologia

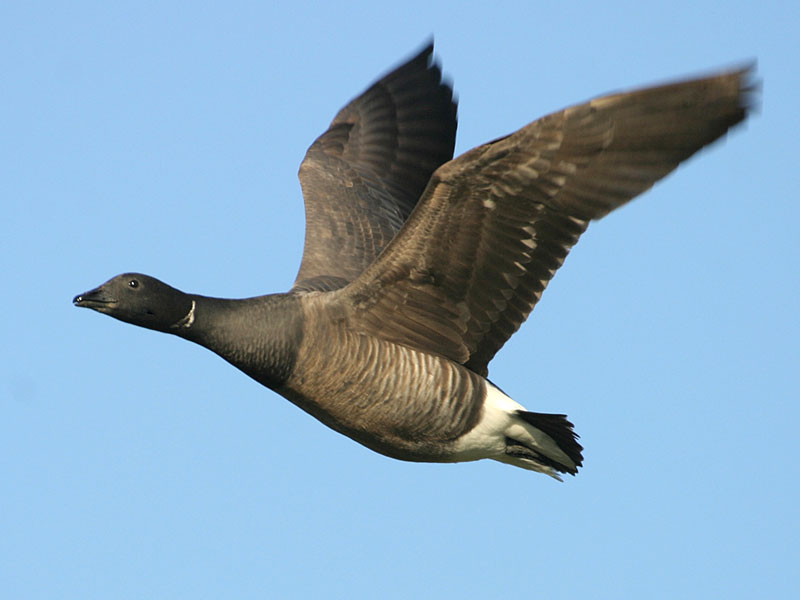
Bernikla obrożna w locie

Cechy gatunkuTo jedna z mniejszych i najciemniej ubarwiona gęś, jako jedyna ma czarną głowę. Szyja również czarna z wąskimi, poprzecznymi, białymi prążkami tuż poniżej głowy, tworzącymi obrożę. Boki ciała szare, wierzch ciemnobrunatny, spód od jasnoszarego po czarny (w zależności od podgatunku – łupkowoszary u Branta bernicla bernicla, białoszary u Branta bernicla hrota). Podogonie białe. Nogi i dziób czarne. Nieco większa od kaczki krzyżówki. W porównaniu z berniklą kanadyjską, introdukowaną z Ameryki Północnej do Europy, nie ma białej plamy na podbródku i policzkach i jest dwa razy mniejsza. Bernikla obrożna lata stadami, choć nie formuje kluczy. Usłyszeć można jej gardłowe „rot rot”.
Wymiary średniedługość ciała ok. 60 cm
rozpiętość skrzydeł ok. 115 cm
masa ciała ok. 1–2,2 kg

## Zasięg występowania
Bernikla obrożna występuje w zależności od podgatunku:
- B. bernicla bernicla – północno-zachodnia i północno-środkowa Rosja. Pojawia się w Polsce.
- B. bernicla hrota – północna Kanada, północna Grenlandia, Svalbard, Ziemia Franciszka Józefa. Sporadycznie zalatuje do Polski (do 2021 roku odnotowano 17 stwierdzeń; łącznie obserwowano 39 osobników[13]).
- B. bernicla nigricans – północno-wschodnia Syberia, Alaska i północno-zachodnia Kanada.

Zimuje na wybrzeżach Morza Północnego, północnych wybrzeżach Morza Śródziemnego i północnych wybrzeżach Pacyfiku oraz europejskich i północnoamerykańskich wybrzeżach Atlantyku. W przypadku ciężkich zim osobniki pojawiają się na afrykańskim wybrzeżu Morza Śródziemnego i na Hawajach. W Europie występuje od października do marca. W Polsce zimuje nielicznie, ale regularnie na wybrzeżu Bałtyku.

## Tryb życia

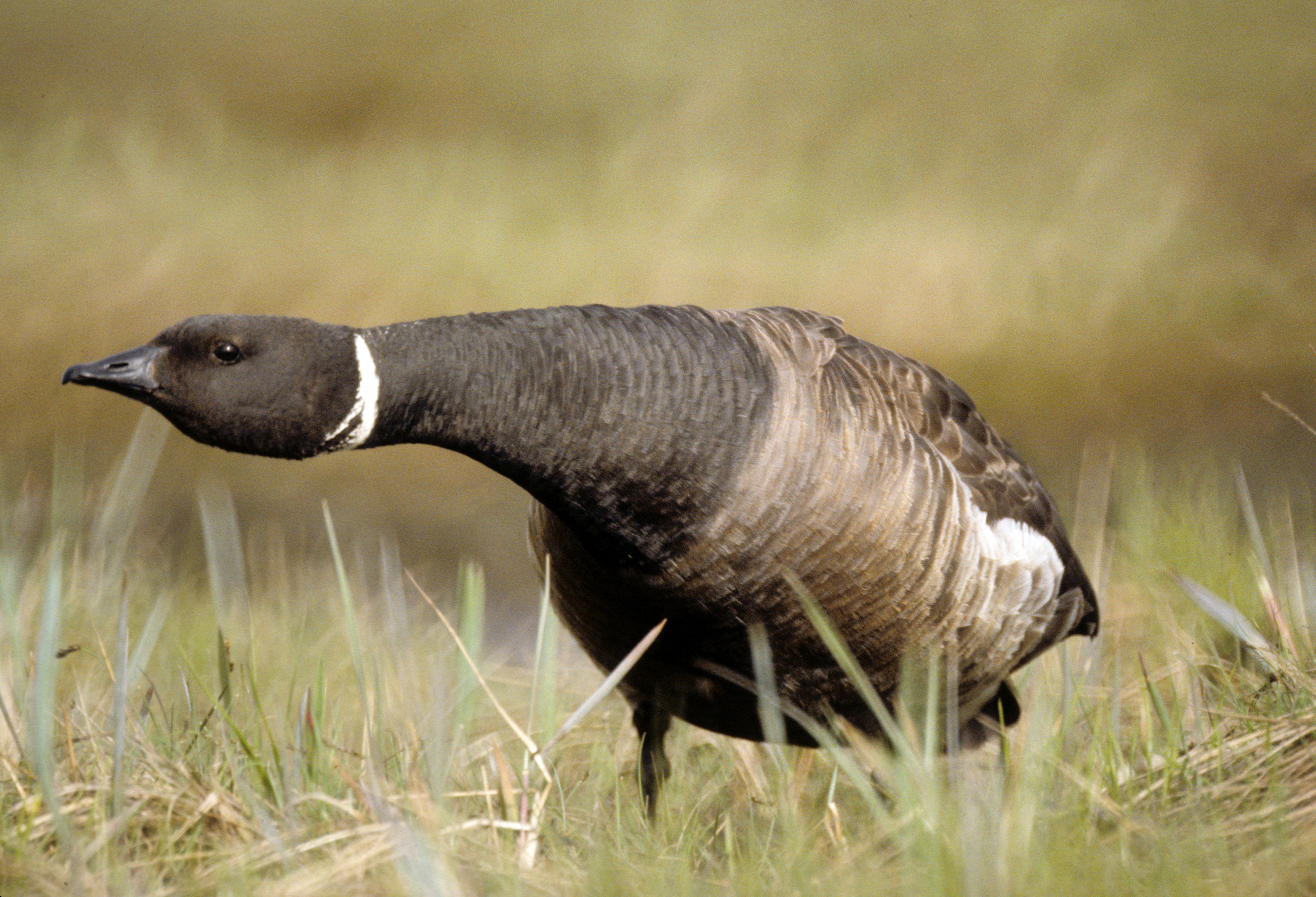
Bernikla obrożna w postawie obronnej

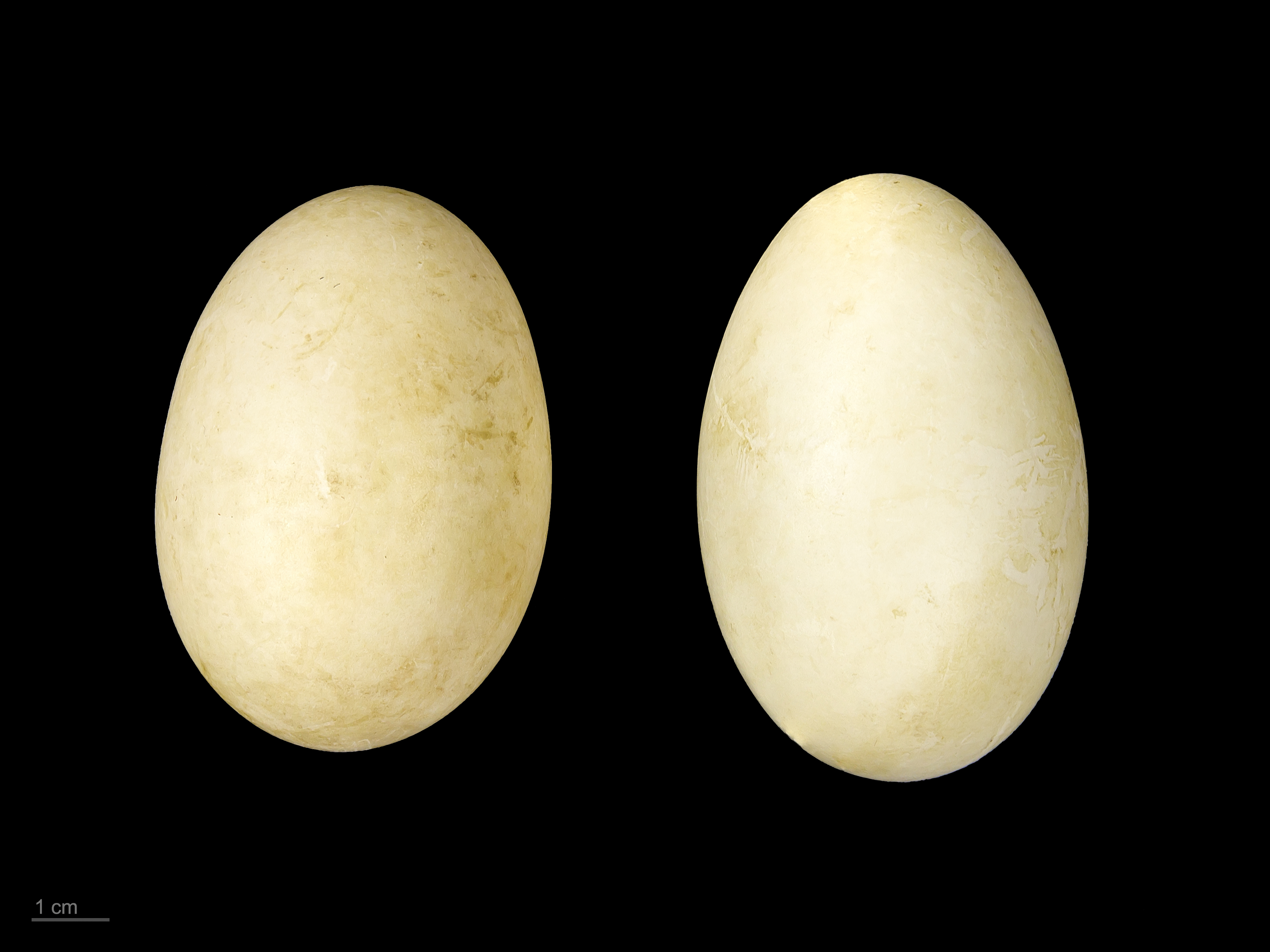
Jaja z kolekcji muzealnej

BiotopTundra na wybrzeżach Morza Arktycznego. Zdarza się jednak, że małe stadka lub pojedyncze osobniki zalatują bardziej w głąb lądu. To gęś, która występuje najdalej na północ. Od początku XX wieku jest coraz rzadziej widywana na zimowiskach w Europie, co niepokoi badaczy.
GniazdoNa tereny lęgowe wraca pod koniec maja, po czym w ciągu 10 dni po przybyciu buduje gniazdo. Jest ono umieszczone na wzniesieniach terenu, na ziemi między kamieniami na podściółce z porostów. Wysłane jest puchem. Zawsze znajduje się na wybrzeżach, zwłaszcza przy ujściach rzek i przymorskich jeziorach. Gniazduje w małych koloniach.
JajaW ciągu roku wyprowadza jeden lęg, składając zwykle 2 do 5 jaj (zakres 1 do 10). Jaja są kremowe, żółtawe, zielonkawe lub bladooliwkowe o średnich rozmiarach 75 × 47 mm, ciemniejące z czasem.
WysiadywanieJaja wysiadywane są przez okres 22–28 dni przez samicę, podczas gdy samiec strzeże gniazda.
PisklętaPisklęta są zagniazdownikami, usamodzielniają się po 40–50 dniach. Są jaśniejsze od dorosłych, nie mają białych pasów na szyi (obroży), a pióra na przodzie skrzydeł są opatrzone białymi punkcikami. Ojciec opiekuje się młodymi tylko w początkowym okresie po wykluciu, potem opuszcza rodzinę i razem z innymi gąsiorami łączy się w stada i przechodzi całkowite pierzenie, tracąc na 3 tygodnie zdolność do lotu. Samice pierzą się dopiero w połowie sierpnia, kiedy młode mogą już latać. Wtedy też cała rodzina odlatuje na południe.
PożywienieMchy, porosty i trawa, ale zjadają też mięczaki i skorupiaki wodne. Na zimowisku żywią się głównie zosterą morską (Zostera marina).

## Status i ochrona
Międzynarodowa Unia Ochrony Przyrody (IUCN) uznaje berniklę obrożną za gatunek najmniejszej troski (LC – Least Concern). W 2020 roku organizacja Partners in Flight szacowała liczebność światowej populacji na 490 tysięcy dorosłych osobników. W 2015 roku BirdLife International szacowała liczebność populacji europejskiej na 1500–1800 par lęgowych. Globalny trend liczebności nie jest znany.
W Polsce bernikla obrożna podlega ścisłej ochronie gatunkowej.